# Lindmania atrorosea
Lindmania atrorosea (лат.) — растение из рода Линдмания семейства Бромелиевые (лат. Bromeliaceae) подсемейства Питкерниевые (лат. Pitcairnioideae).

## Авторы названия вида
Растение Lindmania atrorosea было изучено и описано такими американскими ботаниками, как Лайман Брэдфорд Смит, Джулиан Альфред Стейермарк и Робинсон.

## Распространение
Растение Lindmania atrorosea встречается в Венесуэле, где является эндемичным видом.